# Mathews Mar Theodosius
Teodozjusz (ur. 15 września 1955) – duchowny Malankarskiego Kościoła Ortodoksyjnego, od 2009 biskup Idukki. Sakrę biskupią otrzymał 19 lutego 2009.